# Jamao al Norte
Jamao al Norte é uma cidade da República Dominicana pertencente à província de Espaillat.
Sua população estimada em 2012 era de 42 953 habitantes.